# Jean-Charles Meunier
Jean-Charles Meunier (* 19. Dezember 1934 in Mâcon, Frankreich; † 2. Dezember 2001 in Mâcon, Frankreich) war ein französischer Filmemacher, Regisseur, Drehbuchautor und Trickfilmer für Fernsehen und Kino. Sein wohl bekanntestes Werk ist die Zeichentrickserie Cocoshaker. Mit Hypothèse Beta wurde er für einen Oscar in der Kategorie Bester Kurzfilm nominiert.

## Karriere
In den 1970er Jahren gründete er mit Michel Ciszewski (Chefkameramann für Direktübertragung und Animation) und Jean-Pierre Girard (Regisseur und Drehbuchautor für Direktübertragung und Animation) ein Animationsstudio, die „Films Orzeaux“. Françoise Ciszewski beteiligt sich ebenfalls am Studio für das Plotten und Gouachieren.
Mit Carlos Corda realisierte er eine Serie über japanische Papierkunst, Origami (gefaltetes Papier) und Kirigami (geschnittenes und gefaltetes Papier). Mit Sylvestre Joly schuf er eine Serie über die Jonglage.
Von 1975 bis 1985 drehte er die Serie Carroyage, die aus 66 Episoden mit einer Dauer von 8 bis 12 Minuten besteht. In dieser Serie werden die Zuschauer an das Zeichnen und die Geometrie herangeführt, indem sie aufgefordert werden, das auf dem Bildschirm Gezeigte auf ein Blatt Papier mit kleinem Karomuster zu zeichnen. Während des Nachzeichnens erscheint eine Zeichnung.
Ebenfalls mit seinem Studio schuf er später die berühmte Zeichentrickserie Cocoshaker, die in den 1980er Jahren erstmals auf dem französischen Fernsehsender FR3 ausgestrahlt wurde.
Er schuf auch animierte Vorspänne für Spielfilme wie Das Superhirn, Der Zerstreute, Ich weiß von nichts und sage alles.
1986 wurde das Studio trotz geringer Verschuldung liquidiert. Im Jahr darauf drehte er für FR3 20 Episoden von Comptines du Vieux continent und ging dann in den Ruhestand.

## Filmografie

### Animationsserien
- 1975–1985: Carroyage
- 1979: Les Jetons
- 1981: Cocoshaker

### Kurzfilme
- 1963: Bahing
- 1966: Orphéon
- 1966: Hypothèse Beta
- 1976: Libido Jumping

### Animierte Credits für Spielfilme
- 1969: Das Superhirn
- 1970: Der Zerstreute
- 1973: Ich weiß von nichts und sage alles